# 메이드 위드 코드
메이드 위드 코드(Made with Code)는 2014년 7월 19일에 구글에서 시작한 이니셔티브이다. 구글은 중학교 및 고등학교의 젊은 여성에게 컴퓨터 프로그래밍 기술을 제공하는 것을 목표로 했다. 메이드 위드 코드는 구글의 자체 연구에서 격려와 노출이 젊은 여성이 컴퓨터 과학을 추구하는 데 영향을 미치는 중요한 요소라는 사실을 발견한 후에 만들어졌다. 구글은 2010년부터 Code.org, Black Girls Code 및 Girls Who Code와 같은 조직에 투자한 초기 4천만 달러 외에 메이드 위드 코드에 5천만 달러를 지원하고 있는 것으로 알려졌다. 메이드 위드 코드 이니셔티브는 셰이프웨이스(Shapeways) 및 앱 인벤터(App Inventor)와 같은 주목할만한 회사와 협력하여 온라인 활동과 실제 이벤트를 모두 포함한다.